# Mittlerer Kellerhalsteich

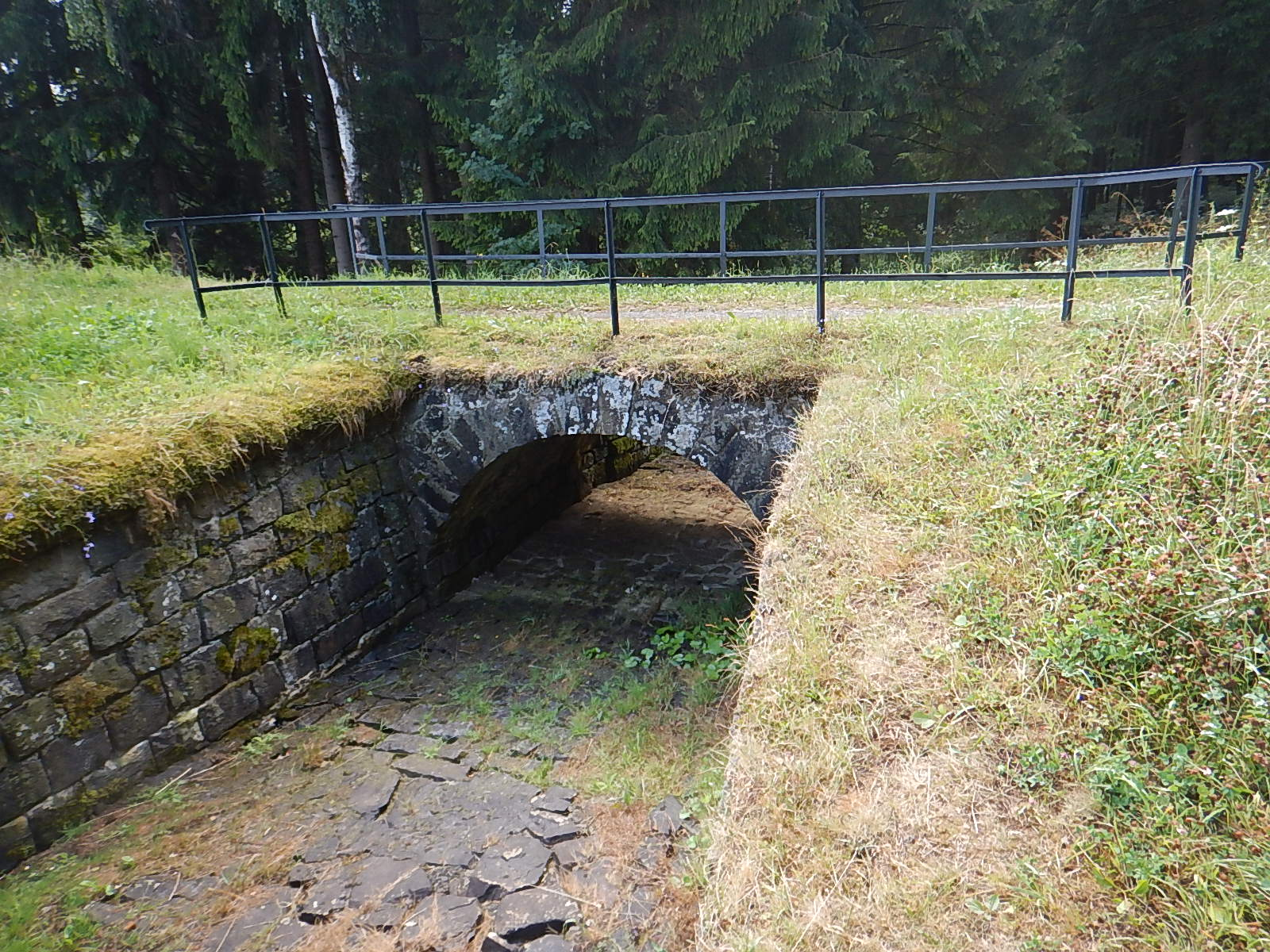
Mittlerer Kellerhalsteich, Gewölbebrücke über die Hochwasserentlastungsanlage

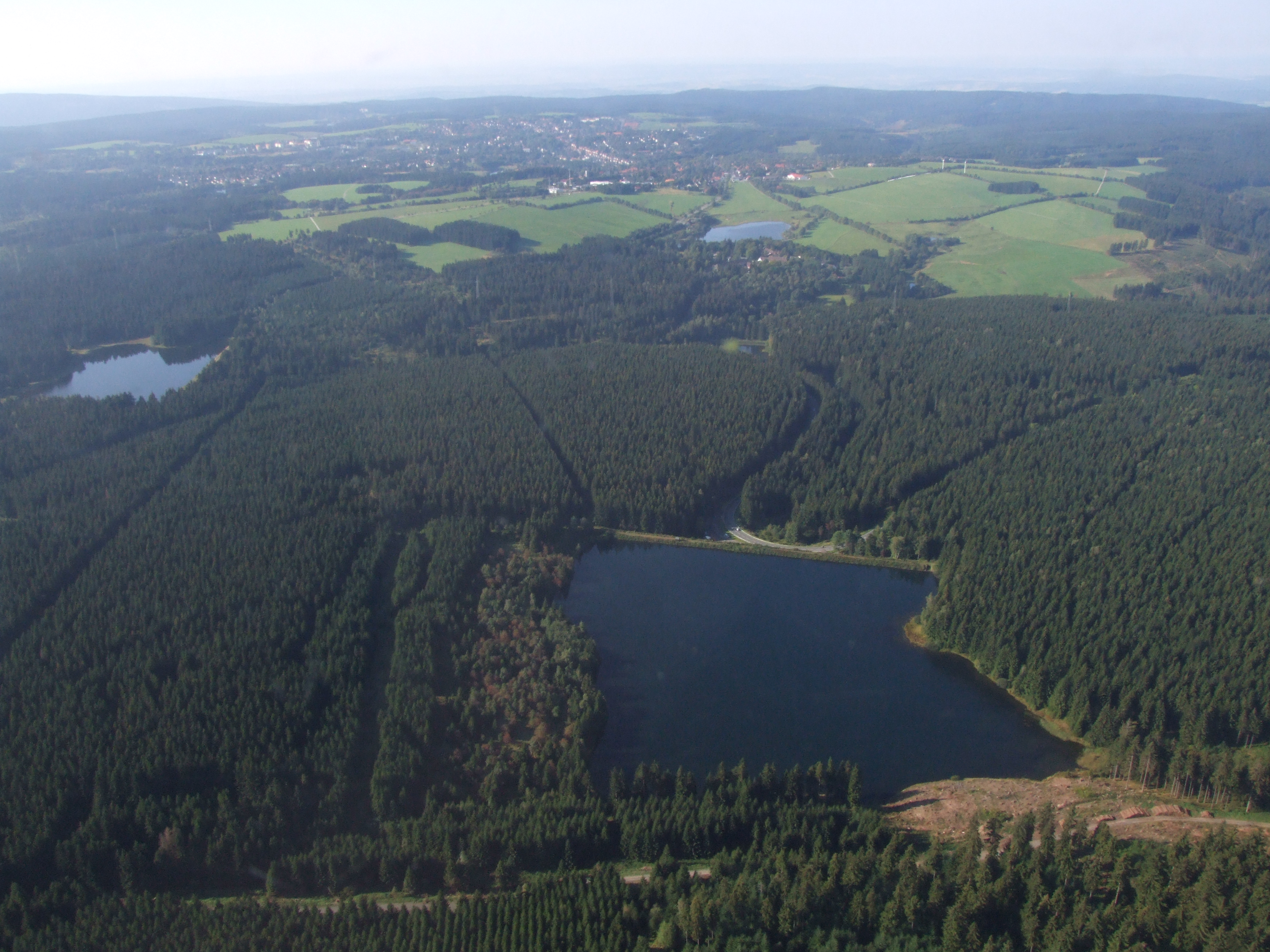
Luftbild Mittlerer Kellerhalsteich: Wasserfläche und Damm im Vordergrund (2009)

Der Mittlere Kellerhalsteich, vielfach auch Großer Kellerhalsteich genannt, ist eine historische Talsperre nördlich von Clausthal-Zellerfeld. Er wurde im Zusammenhang mit dem Oberharzer Wasserregal von Oberharzer Bergleuten Anfang des 18. Jahrhunderts errichtet. Wie alle Bauwerke des Oberharzer Wasserregals ist auch der Mittlere Kellerhalsteich seit dem Jahr 2010 Bestandteil des UNESCO-Weltkulturerbes Bergwerk Rammelsberg, Altstadt von Goslar und Oberharzer Wasserwirtschaft.

## Lage
Der Mittlere Kellerhalsteich liegt etwa drei Kilometer nordöstlich vom Zentrum des Clausthal-Zellerfelder Stadtteils Zellerfeld. Oberhalb befindet sich der Obere Kellerhalsteich, unterhalb liegen der Mühlenteich, der Untere Kellerhalsteich, der Obere Spiegeltaler Teich und der Untere Spiegeltaler Teich, die alle Bauwerke des Oberharzer Wasserregals darstellen. Gestaut wird der Harteweger Graben, der sich später im Spiegeltalgraben fortsetzt. Dieser wiederum fließt der Innerste zu, die nach 12 weiteren Flusskilometern zur Innerstetalsperre aufgestaut wird.
Unmittelbar am luftseitigen Dammfuß des Mittleren Kellerhalsteiches verläuft in Form einer Haarnadelkurve die Bundesstraße 241 Clausthal-Goslar. Der Damm, aber nicht die Wasserfläche, ist von der Straße aus prägnant zu erkennen.

## Beschreibung
Mit einer Bauhöhe von 16,5 Metern und einem Stauvolumen von 470.000 m³ gehört der Mittlere Kellerhalsteich zu den fünf größten Stauanlagen des Oberharzer Wasserregals.
Wie bei allen Oberharzer Teichen im Raum Clausthal-Zellerfeld wurde der Staudamm als Erdbauwerk, das heißt mit einer Erd- und Felsschüttung, erstellt. Dieses Dammschüttmaterial wurde örtlich gewonnen und ist von überwiegend steiniger Substanz. Zum Teil konnte beim Dammbau Material von einem 100 Meter flussaufwärts gelegenen Vorgängerdamm gewonnen und wiederverwendet werden. Verdichtungsarbeit wurde nicht durchgeführt, zumindest liegen darüber keine Abrechnungsunterlagen vor. Das erklärt auch, warum sich der Damm auch heute, nach 300 Jahren, immer noch um mehrere Millimeter im Jahr setzt.
Im Gegensatz zu den meisten anderen Oberharzer Teichen wurde der Damm 1724 vollkommen neu errichtet und gleich auf die heutige Höhe gebracht. Weitere Ausbaustufen bzw. Dammerhöhungen wurden nicht durchgeführt. Er ist eine Anlage der „Neuen Bauart“, das heißt, seine Rasensodendichtung befindet sich etwa in Dammmitte und der Grundablass wird durch eine in Dammmitte befindliche Striegelanlage mit Striegelschacht bedient.

## Funktion
Das Wasser konnte über den Grundablass in den Zellerfelder Kunstgraben eingeleitet werden, der es über eine Strecke von ca. sieben Kilometern den Zellerfelder Bergwerken (u. a. Grube Regenbogen, Grube Ringe) zuführte. Alternativ konnte das Wasser auch über den Kellerhalser Wasserlauf und Tannhaier Wasserlauf den Bergwerken in Bockswiese (u. a. Grube Herzog August und Johann Friedrich) zugeführt werden. Aufgrund seines für Oberharzer Verhältnisse großen Einzugsgebietes und Stauvolumens war er für diese Anlagen die zuverlässigste Wasserquelle.
Etwa ab Beginn des 20. Jahrhunderts wurde der Mittlere Kellerhalsteich auch zur Trinkwassergewinnung des Stadtteils Zellerfeld herangezogen. Hierzu wird das Wasser über ein am luftseitigen Dammfuß befindliches Pumpenhaus zum Oberen Kellerhalsteich hochgepumpt. Dort befindet sich eine Aufbereitungsanlage, von der aus das Wasser dann über eine Rohrleitung im freien Gefälle nach Zellerfeld fließt.
Nach Stilllegung der Bergwerks- und Hüttenbetriebe im Jahr 1930 wurde das Wasser über den Zellerfelder Kunstgraben und eine Kette weiterer Gräben und Wasserläufe dem Kraftwerk Ottiliae-Schacht zugeführt, in dem mittels zweier Pelton-Turbinenanlagen von je 750 kW und einer Fallhöhe von 241 m Strom erzeugt werden konnte. Nachdem die Wasserrechte für diesen Kraftwerksbetrieb Anfang 1981 ausgelaufen waren, wurde das Kraftwerk stillgelegt. Seitdem dient der Mittlere Kellerhalsteich in erster Linie der Trinkwasserversorgung. Darüber hinaus hat er einen hohen Wert als Industriedenkmal.

## Einzugsgebiet und Stauraum
Das Einzugsgebiet besteht ausschließlich aus Wald, der von den Niedersächsischen Landesforsten bewirtschaftet wird. Es umfasst die Südwestseite und Teile des Gipfels des Berges Schalke sowie des Kahleberges. Das natürliche Einzugsgebiet wird noch etwas vergrößert durch Beileitungen des Oberen Schalker Grabens, der aus Richtung Osten weiteres Wasser heranführt.
Bei einer vollständigen Absenkung verbleibt ein Totraum von 3000 m³ im Teich. Bei leerem Teich sind gut frühere Bodenentnahmestellen zur Gewinnung von Dammschüttmaterial zu erkennen. Der Stauraum ist wie das Einzugsgebiet Wasserschutzgebiet und darf nicht betreten werden. Baden und Angeln ist untersagt. Aufgrund der ständigen Entnahme von Trinkwasser schwankt der Wasserstand mit den Jahreszeiten. Es kommt aber in jedem Winter zum Überlauf.

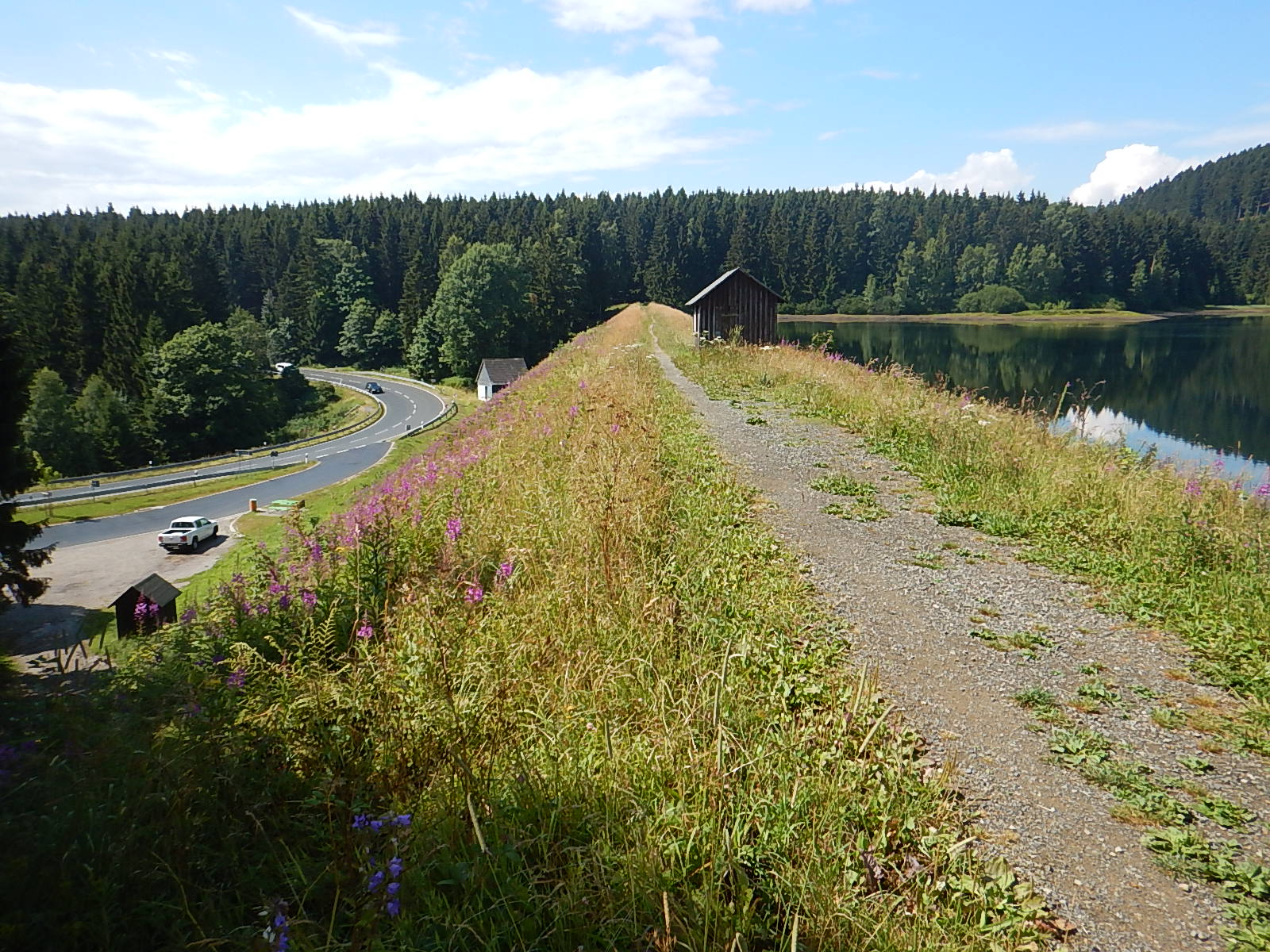
Blick über den Damm des Mittleren Kellerhalsteiches aus Richtung Südosten
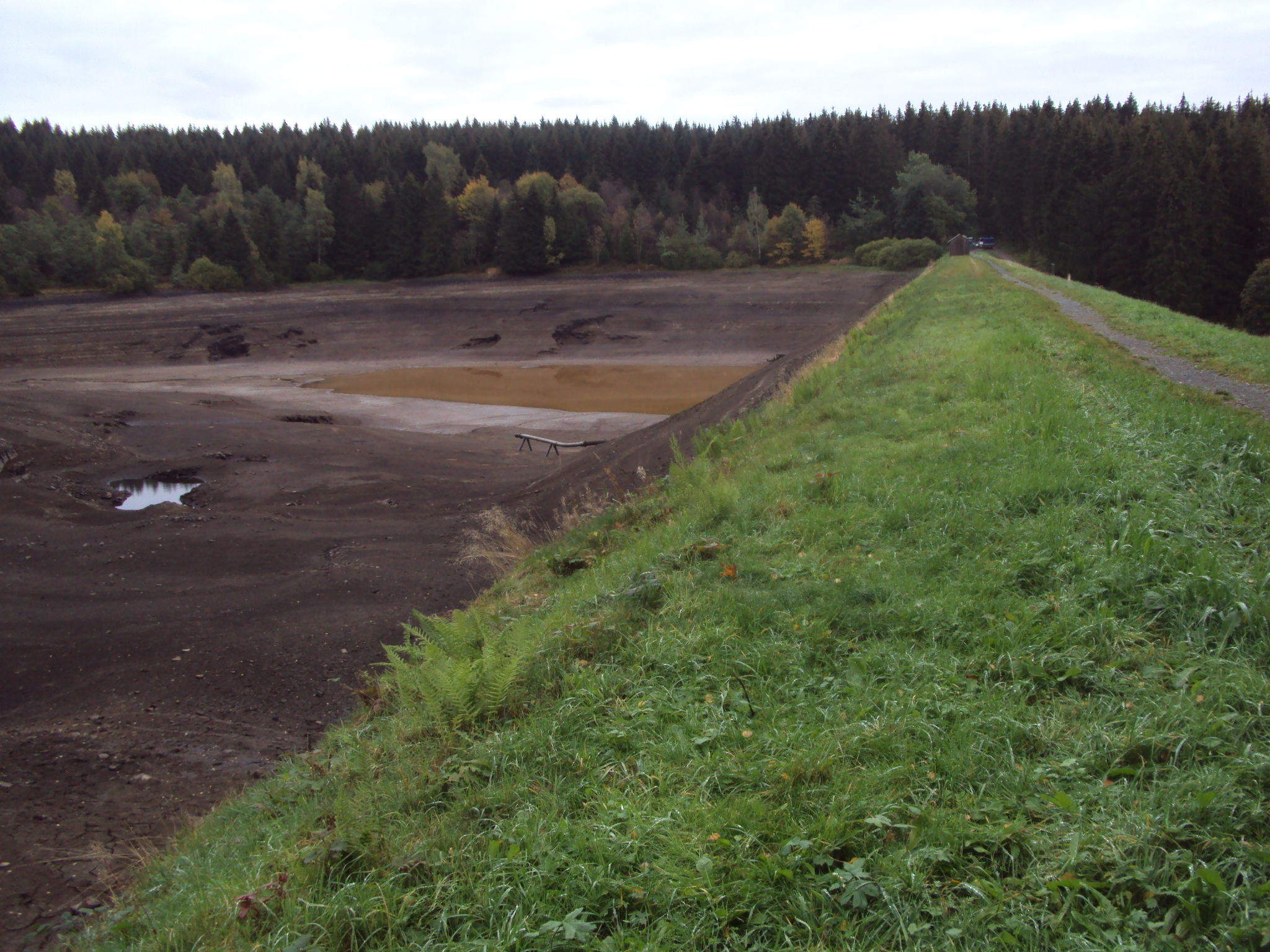
Mittlerer Kellerhalsteich bei entleertem Stauraum (2020)
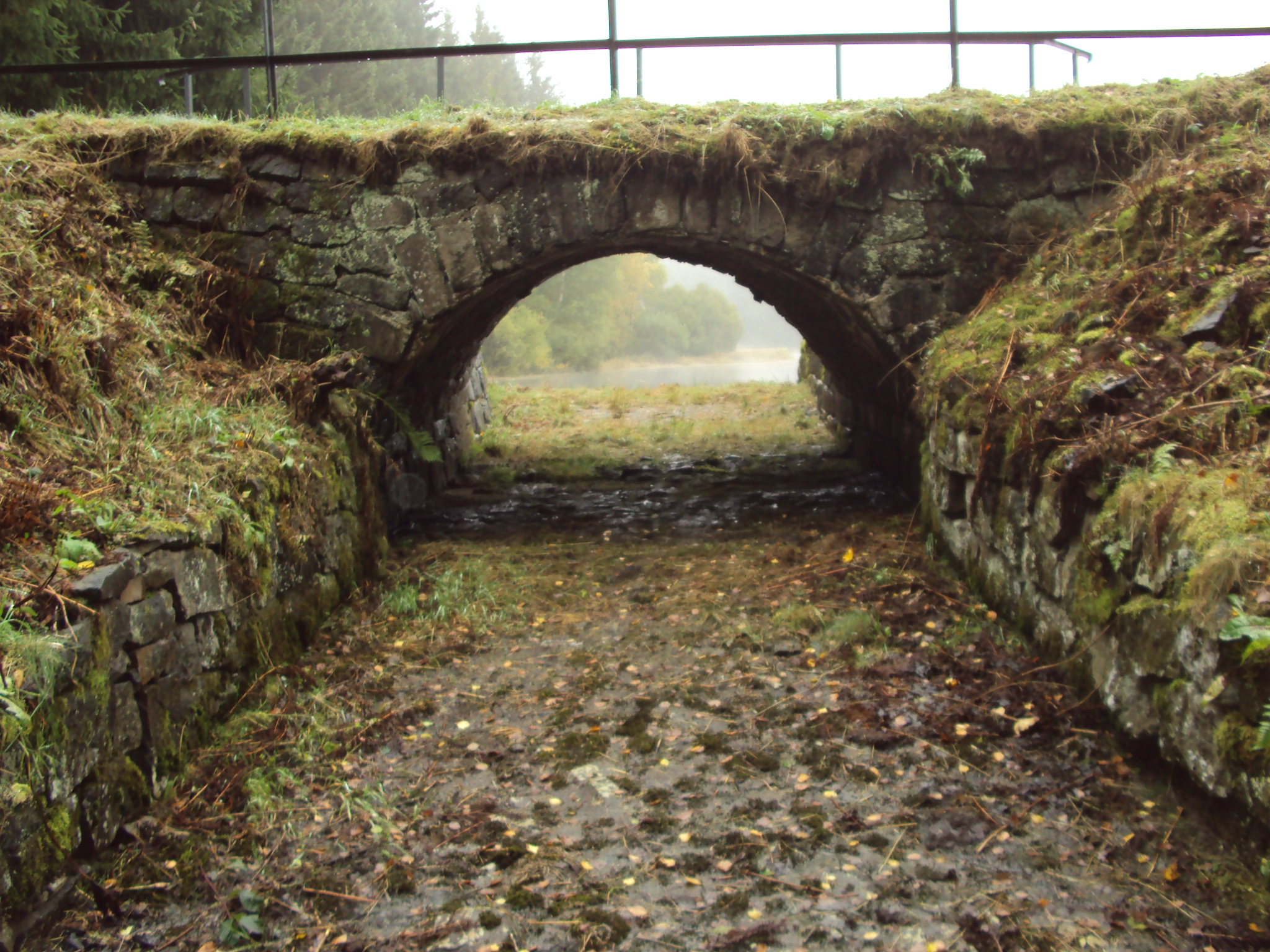
Mittlerer Kellerhalsteich, Gewölbebrücke Ausflut von der Luftseite

## Reparaturen
1973 wurde eine Teilsanierung der Gewölbebrücke über den Ausflutgraben durchgeführt. 1987 erfolgte eine Neuverlegung des Sohlpflasters im Ausflutgraben, 1999 wurden beide wasserseitigen Wände der Ausflut aus Grauwacke-Bruchsteinen neu aufgebaut. Sickerwasser wird seit 1993 regelmäßig gemessen. 1995 und 1997 erfolgten Reparaturmaßnahmen an der Dammdichtung in punktuellen Bereichen. Das Striegelhaus wurde 1994 einer Generalsanierung unterzogen.
1989, 2016 und 2020 wurde der Teich aus unterschiedlichen Gründen vollkommen abgesenkt. 1989 und 2016 wurden Reparaturarbeiten am Holzausbau des Striegelschachtes durchgeführt; 2020 gab es einen Schaden am Grundablassgerenne aus Holz.
Betreiber des Mittleren Kellerhalsteiches sind seit 1991 die Harzwasserwerke GmbH.